# Hoya pandurata
Hoya pandurata là một loài thực vật thuộc họ Asclepiadaceae. Đây là loài đặc hữu của Trung Quốc.